# Daniel Torres (auteur)
Pour les articles homonymes, voir Daniel Torres et Torres.
Daniel Torres est un auteur de bande dessinée et  illustrateur espagnol né le 20 août 1958 à Teresa de Cofrentes.

## Biographie
Il se fait connaître en France dans les années 1980 par ses planches de science-fiction publiées d'abord dans Métal hurlant, puis dans (À suivre). Il est l'auteur de deux albums remarqués[réf. nécessaire], Sabotage ! et Opium quand sort en 1985 Triton, premier opus des Aventures sidérales de Roco Vargas, qui met en scène un héros désabusé, ancien spationaute devenu un écrivain renommé.
Le style de Torres, proche de la ligne claire et son sens du scénario, qui évolue du récit léger à la saga dramatique, lui assure rapidement un succès qui le conduira, après une incursion dans le néo-réalisme et le fantastique avec Olympe et Le huitième jour, à relancer le personnage de Roco Vargas dans les années 2000[réf. nécessaire].

## Publications

### Divers
- 1982 : L'ange déchu, éd. Futuropolis
- 1983 : Sabotage!, éd. Magic Strip
- 1984 : Babylone, portfolio, éd. Gentiane
- 1985 : Anthologie El Víbora, ouvrage collectif, éd. Artefact
- 1986 : Olympe et autres récits, éd. Aedena
- 1998 : Last night I dreamed of Dr. Cobra, scénario Alan Moore, 8 p. in Will Eisner's The Spirit : The new adventures #3, éd. Kitchen Sink Press

### Opium
Éd. Les Humanoïdes Associés
1. Opium, 1983
2. Opium, 1990
3. Le prince du mal, 1990

### Le huitième jour
Éd. Casterman
1. Le huitième jour, 1993
2. Noir est l'hiver, 1997

### Roco Vargas
éd. Casterman (tome 1 à 4), éd. Norma (tome 5 à 8) :
1. Triton, 1985
2. L'homme qui murmurait, 1985
3. Saxxon, 1987
4. L'étoile lointaine, 1989
5. La forêt obscure, 2002
6. Le jeu des dieux, 2004
7. Promenade avec les monsters, 2005
8. La balade de Dry Martini, 2006
9. Jupiter, Norma Espagne 2017 (pas encore de VF)

## Prix
- 1986 : Prix Haxtur du meilleur dessin pour Roco Vargas